# The Jan & Dean Sound
The Jan & Dean Sound è il primo album di Jan & Dean, pubblicato dall'etichetta discografica Doré Records nel marzo del 1960.

## Tracce

### LP
Lato A
1. Clementine – 1:55 (Jan Berry, Dean Torrence) – Registrato (circa) agosto 1959, Hollywood, California
2. Judy – 1:49 (Jan Berry, Dean Torrence, Don Altfeld) – Registrato (circa) inizio 1960, Hollywood, California
3. My Heart Sings – 2:21 (Herb Alpert, Lou Adler) – Registrato (circa) agosto 1959, Hollywood, California
4. Rosie Lane – 2:39 (Jan Berry, Dean Torrence, Don Altfeld) – Registrato (circa) inizio 1960, Hollywood, California
5. Oh Julie – 1:58 (Noel Ball, Don Moffat) – Registrato (circa) inizio 1960, Hollywood, California
6. Baby Talk – 2:02 (Melvin Schwartz) – Registrato (circa) marzo 1959, Hollywood, California

Lato B
1. You're on My Mind – 2:09 (Jan Berry, Don Altfeld) – Registrato (circa) agosto 1959, Hollywood, California
2. There's a Girl – 2:11 (Herb Alpert, Lou Adler) – Registrato (circa) agosto 1959, Hollywood, California
3. Jeanette – 2:06 (Jan Berry, Dean Torrence, Don Altfeld) – Registrato marzo o aprile 1959 al Ian Berry's Garage Studio, Los Angeles, California
4. Cindy – 2:20 (Jan Berry, Dean Torrence) – Registrato (circa) inizio 1960, Hollywood, California
5. Don't Fly Away – 2:13 (Doc Pomus, Mort Shuman) – Registrato (circa) inizio 1960, Hollywood, California
6. White Tennis Sneakers – 2:38 (Melvin Schwartz) – Registrato (circa) inizio 1960, Hollywood, California

## Musicisti
- Jan (Jan Berry) – voce
- Dean (Dean Torrence) – voce
- Musicisti di sessione non accreditati

Note aggiuntive
- Herb Alpert e Lou Adler – produttore
- Don Blake – ingegnere delle registrazioni
- Eddie Colbert – foto copertina album originale
- Gene Lester – copertina album originale [2]

## Classifica
Singoli
| Anno | Titolo del brano | Classifica        | Posizione raggiunta |
| ---- | ---------------- | ----------------- | ------------------- |
| 1959 | Baby Talk        | Billboard Hot 100 | 10                  |
| 1959 | There's a Girl   | Billboard Hot 100 | 97                  |
| 1960 | Clementine       | Billboard Hot 100 | 65                  |